# Andy Cruz Gómez
Andy Cruz Gómez (* 12. August 1995 in Matanzas) ist ein kubanischer Boxer. Er zählt zu den besten olympischen Boxern weltweit und wurde unter anderem 2017, 2019 und 2021 Weltmeister, sowie 2020 Olympiasieger.

## Karriere
Andy Cruz Gómez wurde 2012 Kubanischer Jugendmeister im Halbfliegengewicht und 2013 Kubanischer Jugendmeister im Fliegengewicht, sowie 2016, 2017, 2018 und 2019 Kubanischer Meister im Halbweltergewicht.
Im Bantamgewicht gewann er 2015 die Panamerikameisterschaften in Venezuela und die Panamerikanischen Spiele in Kanada, wobei er in beiden Finalkämpfen Hector Luis García besiegte.
Alle anschließenden Erfolge erzielte er im Halbweltergewicht. Er gewann die Panamerikameisterschaften 2017 in Honduras, wobei er im Halbfinale Freudis Rojas und im Finale Elvis Rodriguez schlagen konnte. Er war damit für die Weltmeisterschaften 2017 in Hamburg qualifiziert, wo er sich gegen Sean McComb, Elvis Rodriguez, Howhannes Batschkow und Iqboljon Xoldorov durchsetzen und Weltmeister werden konnte.
2019 gewann er mit einem Finalsieg gegen Keyshawn Davis die Panamerikanischen Spiele 2019 in Peru und startete bei den Weltmeisterschaften 2019 in Jekaterinburg, wo er sich unter anderem gegen Manish Kaushik und im Finale erneut gegen Keyshawn Davis behauptete und seinen zweiten WM-Titel erkämpfte.
Aufgrund seiner Ranglistenplatzierung erhielt er von der IOC Task Force einen Startplatz bei den 2021 in Tokio ausgetragenen Olympischen Spielen 2020. Bei Olympia sicherte er sich mit Siegen gegen Luke McCormack, Wanderson de Oliveira, Harry Garside und Keyshawn Davis die olympische Goldmedaille im Leichtgewicht.
Im November 2021 gewann er die Weltmeisterschaften in Belgrad. Er besiegte dabei Jonathan Miniel, Nicollas de Jesus, Vershaun Lee, Mujibillo Tursunov, Howhannes Batschkow und Kerem Özmen.

### World Series of Boxing
Andy Cruz Gómez kämpfte zwischen 2015 und 2018 für das kubanische Team in der World Series of Boxing und blieb in all seinen 16 Kämpfen ungeschlagen. Er siegte dabei auch zweimal gegen seinen WM-Finalgegner von 2017, Iqboljon Xoldorov, sowie auch gegen Elvis Rodriguez und Sean McGoldrick.